# Melinda McGraw
Melinda McGraw (Nicósia, 25 de Outubro de 1963), é uma atriz cipriota, naturalizada nos Estados Unidos da América.